# Красюкова, Кристина Владимировна
Кристина Владимировна Красюкова (род. 18 августа 1995, Гуково)  —  российская пловчиха, Мастер спорта России международного класса (2012).

## Биография
Родилась 18 августа 1995 года в городке Гуково Ростовской области. С детства занималась плаванием. Двоюродная сестра пловчихи Юлии Ефимовой. Воспитанница тренера Андрея Михайловича Ефимова.
Первый значительный успех пришёл к Кристине в 2009 году, когда юная спортсменка выиграла золотые медали Первенства России среди юниоров на короткой воде (дистанция 200 метров) в Волгограде. Своё достижение  она повторила спустя два года  в Пензе на дистанции вдвое длиннее. На юниорском чемпионате мира Красюковой немного не хватило до пьедестала — она стала четвёртой.
Бронзовый призёр чемпионата России по плаванию 2012 года (400 метров комплексом). На Кубке России в Рузе Кристина завоевала золото на 400 метрах комплексом и бронзу на 200 метрах брассом.
Бронзовый призёр Чемпионата России по короткой воде 2013 года. На 400 метров комплекс.
Победительница Кубка России 2014 года. На дистанции 400 метров комплекс.
Участница чемпионата мира 2012 года в Стамбуле на короткой воде. На соревнованиях представляет Волгоградскую и Тюменскую области.
Бронзовый призёр Кубка России 2019года. На дистанции 400 метров комплекс.
Бронзовый призёр Чемпионата России по короткой воде 2020года. В составе сборной Москвы в эстафетном плавании 4-200 вольный стиль.